# Amanitopsis plumbea
Поплаво́к свинцовый, или поплаво́к свинцо́во-се́рый (лат. Amanitopsis plumbea) — вид грибов из рода мухомор семейства аманитовые (Amanitaceae). Относится к подроду поплавок (Amanitopsis), иногда считается разновидностью поплавка серого (Amanita vaginata). 
Научные синонимы:
- Agaricus plumbeus Schaeff., 1774 basionym
- Amanita vaginata var. plumbea (Bull.) Quél. & Bataille, 1902
- Amanitopsis plumbea (Schaeff.) J.Schröt. 1889 и др.[2]

## Описание
Шляпка коническая или выпуклая с бороздчатым краем. Кожица гладкая, блестящая, пепельно-серая, иногда с голубоватым оттенком.
Мякоть тонкая и хрупкая, белая, без вкуса и запаха.
Ножка тонкая, сужается кверху, беловатая, с чешуйчатым налётом на гладкой поверхности, образующим змеевидный рисунок.
Пластинки свободные, белые.
Остатки покрывала: вольва широкая, свободная, беловато-серая; кольцо на ножке отсутствует, иногда по краям шляпки бывают широкие белые хлопья.
Споровый порошок белый, споры 10 мкм, округлые.

## Сходные виды
Другие виды поплавка, все они условно съедобны.
От других мухоморов легко отличается по отсутствию кольца.

## Пищевые качества
Условно съедобный гриб, после отваривания приобретает нежный вкус.